# Ethelum reflexum
Ethelum reflexum is een pissebed uit de familie Eubelidae. De wetenschappelijke naam van de soort is voor het eerst geldig gepubliceerd in 1896 door Dollfus.